# Projet de référendum grec de 2011
Le projet de référendum grec de 2011 est un référendum planifié en Grèce en octobre 2011 et ayant pour enjeu d'accepter ou non les conditions posées par l'Union européenne, le Fonds monétaire international et la Banque centrale européenne pour la coupe de la moitié de la dette publique grecque envers les créanciers privés. Demandé par le Premier ministre de Grèce de l'époque Giórgos Papandréou, ce dernier a décidé, le 3 novembre 2011, de changer d'avis et d'annuler ce référendum si les partis d'opposition votent en faveur du plan proposé,. Le référendum a été conséquemment annulé un peu plus tard.

## Contexte
Le 31 octobre 2011, le premier ministre grec Giórgos Papandréou annonce l'organisation du référendum, affirmant « Nous avons besoin d'un large consensus (envers ce plan) »,,.